# Uvaria osmontha
Uvaria osmontha là loài thực vật có hoa thuộc họ Na. Loài này được Diels miêu tả khoa học đầu tiên.